# Witold Pilecki
Witold Pilecki (ngày 13 tháng 5 năm 1901 – 25 tháng 5 năm 1948; tiếng Ba Lan: [ˈvitɔlt piˈlɛt͡skʲi] ⓘ ; mật danh Roman Jezierski, Tomasz Serafiński, Druh, Witold) là một sĩ quan kỵ binh, nhân viên tình báo và lãnh đạo kháng chiến người Ba Lan trong thời kỳ Thế chiến II.
Khi còn trẻ, Pilecki tham gia vào lực lượng trinh sát bí mật của Ba Lan. Sau Chiến tranh thế giới thứ nhất, ông tiếp tục gia nhập lực lượng dân quân Ba Lan và sau đó là Quân đội Ba Lan. Ông tham gia Chiến tranh Ba Lan - Liên Xô, một cuộc chiến kết thúc vào năm 1921. Năm 1939, ông tham gia vào cuộc chiến bảo vệ Ba Lan chống lại sự xâm lược của Đức và không lâu sau đó, tham gia vào phong trào kháng chiến của Ba Lan, đồng sáng lập nên phong trào kháng chiến bí mật của Quân đội Ba Lan. Năm 1940, Pilecki tình nguyện :66 để cho bản thân bị bắt bởi quân Đức, lúc đó vẫn đang chiếm đóng Ba Lan, để xâm nhập vào trại tập trung Auschwitz. Tại Auschwitz, ông đã tổ chức một phong trào kháng chiến với sự tham gia của hàng trăm tù nhân. Ông cũng bí mật thu thập các báo cáo chi tiết về những hành động tàn bạo của quân Đức tại trại rồi lén chuyển chúng đến trụ sở Quân đội Ba Lan kháng chiến và chia sẻ với các Đồng minh phương Tây. Sau khi trốn thoát khỏi trại Auschwitz, Pilecki đã tham gia chiến đấu trong Cuộc khởi nghĩa Warsaw từ tháng 8 đến tháng 10 năm 1944. Sau khi cuộc nổi dậy bị đàn áp, ông bị bắt giam trong trại tù binh chiến tranh của Đức. Sau khi phe cộng sản tiếp quản Ba Lan, ông vẫn trung thành với chính phủ Ba Lan lưu vong có trụ sở tại London. Năm 1945, ông trở lại Ba Lan để báo cáo với chính phủ lưu vong về tình hình ở Ba Lan. Trước khi trở về, dự đoán rằng bản thân có thể bị chính quyền cộng sản mới của Ba Lan sát hại, Pilecki đã viết Báo cáo của Witold để kể lại những trải nghiệm ở trại Auschwitz của mình. Năm 1947, ông bị mật vụ bắt vì tội làm việc cho "chủ nghĩa đế quốc nước ngoài", sau khi trải qua việc nhiều màn tra tấn và xét xử, ông bị xử tử vào năm 1948.
Câu chuyện của ông, do mang tới nhiều góc nhìn bất lợi cho các nhà chức trách cộng sản đương thời ở Ba Lan, nên hầu như đã bị ém nhẹm trong vài thập kỷ. Một trong những tường thuật đầu tiên về sứ mệnh của Pilecki tới Auschwitz đã được đưa ra bởi nhà sử học Ba Lan Józef Garliński, bản thân cũng là một cựu tù nhân của trại Auschwitz di cư đến Anh sau chiến tranh, trong cuốn Fighting Auschwitz (1975). Những năm sau đó, một số sách chuyên khảo đã bắt đầu đưa câu chuyện của Pilecki lên trang giấy. Đặc biệt, việc chủ nghĩa cộng sản sụp đổ ở Ba Lan đã tạo điều kiện cho các nhà sử học Ba Lan nghiên cứu nhiều hơn về cuộc đời của ông.

## Tiểu sử

### Thời trẻ

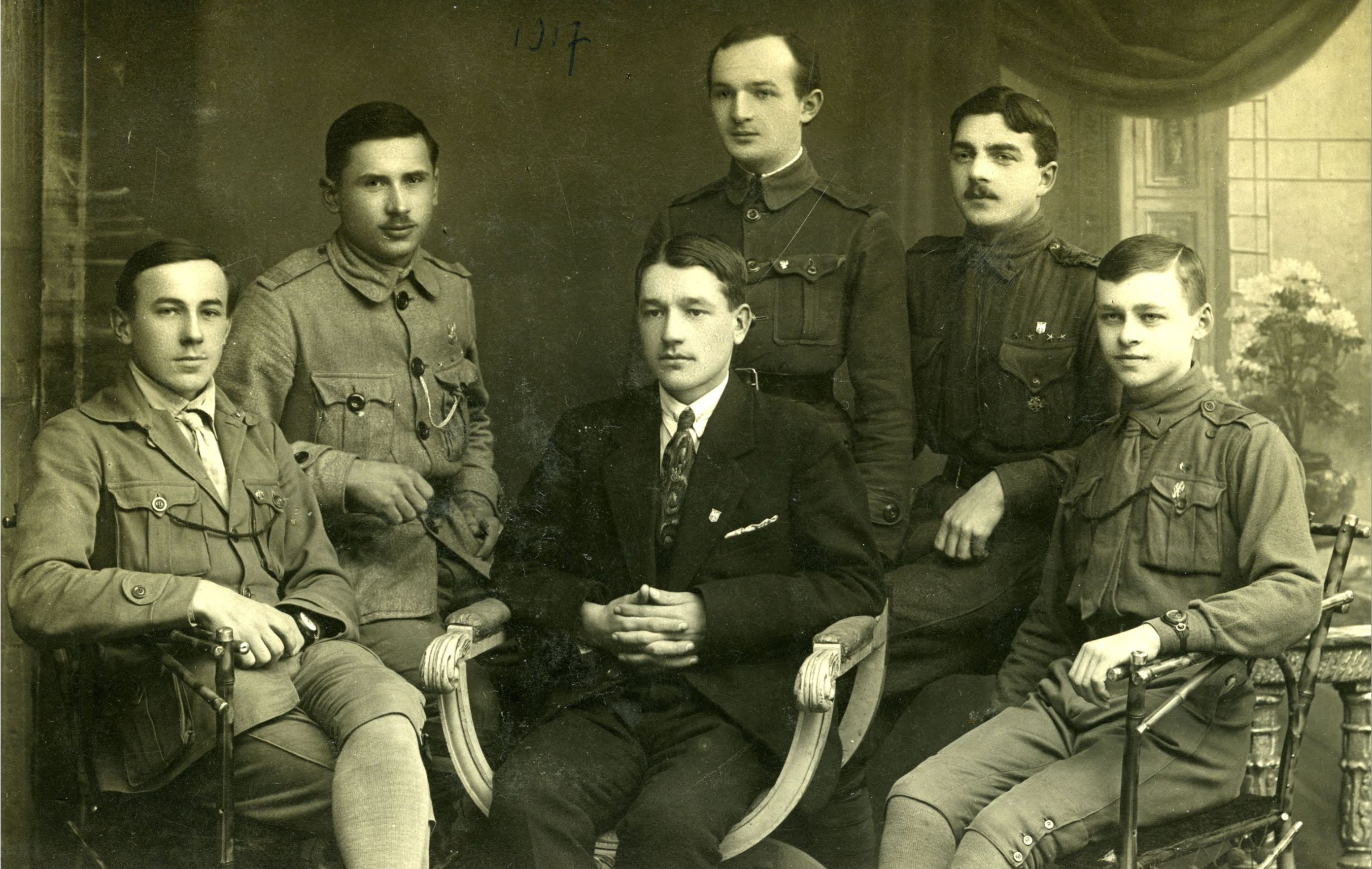
Pilecki (ngồi ngoài cùng bên phải) khi còn là một trinh sát, Oryol, Nga, 1917

Witold Pilecki sinh ngày 13 tháng 5 năm 1901 tại thị trấn Olonets, Karelia, thuộc Đế quốc Nga. Ông là hậu duệ của một gia đình quý tộc nói tiếng Ba Lan (szlachta) vớigia huy Leliwa. Tổ tiên của ông đã bị trục xuất khỏi Lithuania (vùng Nowogródek Voivodeship cũ, nay thuộc Belarus) và phải tới Nga vì tham gia Cuộc nổi dậy tháng Giêng năm 1863–64, khi phần lớn tài sản của họ đã bị tịch thu. Witold là một trong năm người con của thanh tra kiểm lâm Julian Pilecki và Ludwika Osiecimska.
Năm 1910, Witold cùng mẹ và các anh chị em chuyển đến Wilno vì ở đây có những ngôi trường nói tiếng Ba Lan, trong khi cha ông vẫn ở Olonets. Tại Wilno, Pilecki theo học tại một trường học địa phương và gia nhập Hiệp hội Hướng đạo và Trinh sát Ba Lan (Związek Harcerstwa Polskiego, viết tắt là ZHP).
Khi Chiến tranh thế giới thứ nhất nổ ra, năm 1916, Pilecki được mẹ gửi đến một trường học ở thành phố Oryol của Nga, nằm ở phía Đông và do vậy an toàn hơn Wilno. Tại đây, ông theo học tại một trường trung học và thành lập một chi hội tại địa phương của ZHP.

### Chiến tranh Ba Lan - Xô Viết
Năm 1918, sau khi Cách mạng Nga bùng nổ và các cường quốc Trung tâm hứng chịu thất bại trong Chiến tranh thế giới thứ nhất, Pilecki trở về Wilno (lúc đó là một phần của Cộng hòa Ba Lan mới độc lập) và tham gia chi nhánh ZHP của Lực lượng Tự vệ Lithuania và Belarus, một nhóm bán quân sự dưới quyền của Thiếu tướng Władysław Wejtko. Lực lượng này có nhiệm vụ tước vũ khí của quân lính Đức đi qua và chiếm giữ các vị trí chiến lược để bảo vệ thành phố trước cuộc tấn công của Hồng quân Liên Xô. Sau khi Wilno thất thủ và rơi vào tay lực lượng Bolshevik vào ngày 5 tháng 1 năm 1919, Pilecki cùng đơn vị của ông đã sử dụng chiến tranh du kích để đối đầu với quân Liên Xô. Ông cùng các đồng đội sau đó rút về Białystok, nơi Pilecki nhập ngũ với cấp bậc là szeregowy (binh nhì) trong đội quân tình nguyện mới được thành lập của Ba Lan. Ông chính thức tham gia vào cuộc Chiến tranh Ba Lan-Liên Xô từ năm 1919–1921, phục vụ dưới quyền của chỉ huy Jerzy Dąbrowski. Ông đã chiến đấu trong Cuộc tấn công Kiev (1920) và tham gia vào đơn vị kỵ binh bảo vệ thành phố Grodno của Ba Lan vào thời điểm đó. Ngày 5 tháng 8 năm 1920, Pilecki gia nhập Trung đoàn 211 Uhlan và chiến đấu trong Trận Warszawa và trận chiến trong Rừng Rūdninkai. Pilecki sau đó tham gia vào trận Vilna và tiếp tục phục vụ quân đội một thời gian ngắn trong Chiến tranh Ba Lan - Litva với tư cách là thành viên của cuộc kháng chiến Żeligowski tháng 10 năm 1920.

### Những năm giữa các cuộc chiến
Khi Chiến tranh Ba Lan-Liên Xô đi đến hồi kết thúc vào tháng 3 năm 1921, Pilecki được thăng hàm plutonowy (hạ sĩ).:19Ngay sau đó, ông được chuyển sang lực lượng dự bị của quân đội để hoàn thành các khóa học cần thiết cho cấp bậc hạ sĩ quan tại Trường Huấn luyện Sĩ quan Dự bị Kỵ binh ở Grudziądz. Ông học xong chương trình trung học vào cuối năm đó. Trong một thời gian ngắn, ông ghi danh  vào Khoa Mỹ thuật tại Đại học Stefan Batory nhưng buộc phải bỏ dở việc học vào năm 1924 do vấn đề tài chính và đồng thời do tình trạng sức khỏe giảm sút của cha ông. Vào tháng 7 năm 1925, Pilecki được bổ nhiệm vào Trung đoàn Lancer 26 với cấp bậc Chorąży (quân hàm). Ông dự kiến sẽ được thăng cấp lên podporucznik (thiếu úy, với thâm niên tính từ năm 1923) vào năm sau. Cũng trong năm 1926, vào tháng 9, Pilecki trở thành chủ sở hữu gia trang của tổ tiên mình, Sukurcze, ở Quận Lida tại Nowogródek Voivodeship. Năm 1931, ông kết hôn với Maria Pilecka. Họ có với nhau hai người con, được sinh ra ở Wilno trong hai năm tới, Andrzej và Zofia Optułowicz . Pilecki rất tích cực trong việc hỗ trợ cộng đồng nông dân tại địa phương. Ông cũng là một nhà thơ và một họa sĩ nghiệp dư. Ông đã tổ chức chương trình Huấn luyện Kỵ sĩ Quân sự Krakus vào năm 1932 và được bổ nhiệm làm chỉ huy của Phi đội Huấn luyện Quân sự Lida số 1, sau này là phi đội trực thuộc Sư đoàn Bộ binh 19 của Ba Lan vào năm 1937. Năm 1938, Pilecki nhận được Huân chương Chữ thập bạc cho những hoạt động cống hiến của mình.

### Chiến tranh thế giới thứ II

#### Chiến dịch tháng 9 của Ba Lan
Với việc căng thẳng Ba Lan-Đức gia tăng vào giữa năm 1939, Pilecki đã được điều động làm chỉ huy một trung đội kỵ binh vào ngày 26 tháng 8 năm 1939. Ông được bổ nhiệm vào Sư đoàn bộ binh 19 thuộc Quân đội Phổ dưới quyền của Thiếu tướng Józef Kwaciszewski. Đơn vị của ông đã tham gia vào cuộc chiến khốc liệt chống lại quân Đức trong cuộc xâm lược Ba Lan. Vào đêm mùng 5, rạng sáng mùng 6 tháng 9, Sư đoàn 19 gần như bị tiêu diệt hoàn toàn sau cuộc đụng độ với quân Đức trong trận Piotrków Trybunalski. Những người còn sót lại sau đó đã được hợp nhất vào Sư đoàn bộ binh 41 và rút về phía đông nam đến Lwów (nay là Lviv, Ukraine) và đầu cầu Romania. Tại Sư đoàn 41, Pilecki được bổ nhiệm làm chỉ huy thứ hai của đội kỵ binh, dưới quyền Thiếu tá Jan Włodarkiewicz. Ông cùng đồng đội đã tiêu diệt 7 xe tăng Đức, bắn hạ 1 máy bay và phá hủy 2 chiếc nữa trên mặt đất. :32 :179Vào ngày 17 tháng 9, Liên Xô tiến hành xâm lược miền đông Ba Lan, điều này khiến cho tình hình lực lượng quân đội Ba Lan vốn đã rất tuyệt vọng nay còn tồi tệ hơn. Ngày 22 tháng 9, Sư đoàn 41 gặp thất bại nặng nề và buộc phải đầu hàng. Włodarkiewicz và Pilecki nằm trong số nhiều binh sĩ không tuân theo lệnh của Tổng tư lệnh Edward Śmigły-Rydz rút lui qua Romania để đến Pháp. Thay vào đó, họ lựa chọn ở lại Ba Lan và xây dựng lực lượng ngầm.

#### Kháng chiến
Vào ngày 9 tháng 11 năm 1939 tại Warsaw, Thiếu tá Włodarkiewicz, Thiếu úy Pilecki, Thiếu úy Jerzy Maringe, Jerzy Skoczyński, cùng hai anh em Jan và Stanisław Dangel đã thành lập lực lượng Quân đội Ba Lan Bí mật (Tajna Armia Polska , TAP), một trong những tổ chức kháng chiến hoạt động ngầm đầu tiên ở Ba Lan. Người lãnh đạo của tổ chức là Włodarkiewicz, còn Pilecki trở thành người đứng đầu của TAP ở một số khu vực nó mở rộng đến như Warsaw, Siedlce, Radom, Lublin và các thành phố lớn khác ở miền trung Ba Lan. Theo phân công, Pilecki hoạt động dưới vỏ bọc là quản lý một cửa hàng mỹ phẩm. Từ ngày 25 tháng 11 năm 1939 đến tháng 5 năm 1940, ông là thanh tra viên kiêm chánh văn phòng của TAP. Từ tháng 8 năm 1940, ông đứng đầu chi nhánh 1 của tổ chức.
TAP được sinh ra dựa trên các giá trị tư tưởng của Cơ đốc giáo.  Pilecki tin rằng tổ chức không nên hoạt động theo một sứ mệnh tôn giáo bởi vì lý tưởng này quá xa rời với các đồng minh tiềm năng, còn Włodarkiewicz lại cho rằng Ba Lan đáng ra nên đi theo con đường thành lập một quốc gia Công giáo để tránh khỏi thất bại và ông muốn tái thiết đất nước bằng cách kêu gọi sự hưởng ứng của các nhóm dân túy cánh hữu. :65Vào mùa xuân năm 1940, Pilecki nhận thấy rằng quan điểm của Włodarkiewicz dần trở nên lệch lạc, có dấu hiệu của tư tưởng bài Do Thái, :75và rằng ông ta đang tìm cách tuyên truyền những giáo điều cực đoan thông qua tờ báo của hội, Znak. Włodarkiewicz cũng đang đàm phán về việc hợp nhất với các lực lượng ngầm cực hữu, trong đó thậm chí có một nhóm còn đề nghị Đức Quốc xã cho phép họ xây dựng chính phủ bù nhìn tại Ba Lan. :78Để ngăn chặn điều này, Pilecki đã đến gặp Đại tá Stefan Rowecki, người đứng đầu một nhóm kháng chiến khác có tên là Liên minh Đấu tranh Vũ trang (Związek Walki Zbrojnej, ZWZ). Đây là một tổ chức kêu gọi quyền bình đẳng cho người Do Thái, chuyên thu thập thông tin tình báo về các hoạt động tàn bạo của Đức để gửi cho Đồng minh phương Tây nhằm đề nghị họ tham gia vào cuộc chiến. Sau khi nhận được tin, Tổ chức ZWZ đã cảnh báo với Chính phủ lưu vong Ba Lan rằng người Đức đang kích động lòng căm thù của người Ba Lan nhằm khiến họ có những hành động chống lại người Do Thái, và điều này có thể dẫn đến việc một bộ phận người Ba Lan đi theo quân thù. :78
Pilecki kêu gọi TAP sát nhập vào tổ chức dưới quyền Rowecki, nhưng Włodarkiewicz từ chối. Trái lại, Włodarkiewicz còn yêu cầu các thành viên TAP tuyên thệ rằng Ba Lan trong tương lai phải theo đạo Thiên chúa dựa trên bản sắc dân tộc, và những người phản đối ý tưởng này nên "bị loại bỏ khỏi vùng đất của chúng tôi". :82Pilecki từ chối lời tuyên thệ được đề xuất. Vào tháng 8, Włodarkiewicz đã thông báo trong một cuộc họp TAP rằng sau cùng thì họ sẽ chấp nhận tham gia vào tổ chức ngầm chính thống của Rowecki và Pilecki sẽ được đề xuất thực hiện nhiệm vụ thâm nhập vào trại tập trung Auschwitz. :85Vào thời điểm đó, cả thế giới gần như không biết gì về cách người Đức điều hành những trại tập trung mới được xây dựng, họ cho rằng đây là những trại giam giữ hoặc ít nhất là nhà tù chứ không hề nghĩ rằng chúng thực chất là trại tử thần. :390Włodarkiewicz cho biết đây không phải là mệnh lệnh mà là lời mời tình nguyện, còn Pilecki tin rằng đó là hình phạt vì ông đã từ chối ủng hộ hệ tư tưởng của Włodarkiewicz. Tuy nhiên, ông vẫn đồng ý thực hiện nhiệm vụ. Điều này đã dẫn đến một số ngộ nhận từ nhiều nguồn sau này khi mô tả rằng chính Pilecki đã tình nguyện xâm nhập vào trại Auschwitz ngay từ đầu. :66 :85

#### Auschwitz
Pilecki là một trong 2.000 người đàn ông bị bắt vào ngày 19 tháng 9 năm 1940. Để trà trộn vào đây, ông đã sử dụng giấy tờ cá nhân của Tomasz Serafiński, một người đã chết trước đó. :390Có hai phiên bản câu chuyện tồn tại giải thích cách Pilecki thâm nhập vào bên trong trại Auschwitz. Phiên bản đầu tiên cho rằng ông đã vào khu cách ly dành cho người Do Thái tại Warsaw và giả vờ để cho quân Đức bắt để xâm nhập vào trại. Phiên bản thứ hai cho rằng ông đã xuất hiện trong căn hộ của Eleonora Ostrowska tại phố Wojska Polskiego (Phố Quân đội Ba Lan) khi quân đội Đức đang thực hiện một cuộc truy lùng người Do Thái tại tòa nhà. Sau khi bị bắt, Pilecki cùng với 1.705 tù nhân khác đã đến trại Auschwitz trong khoảng thời gian từ ngày 21 đến ngày 22 tháng 9 năm 1940. Dưới cái tên của Serafiński, ông được chỉ định làm tù nhân số 4859. Vào mùa thu năm 1941, ông được biết rằng mình đã được thăng cấp lên porucznik (trung úy) bởi những người "ở thế giới bên ngoài tại Warsaw".

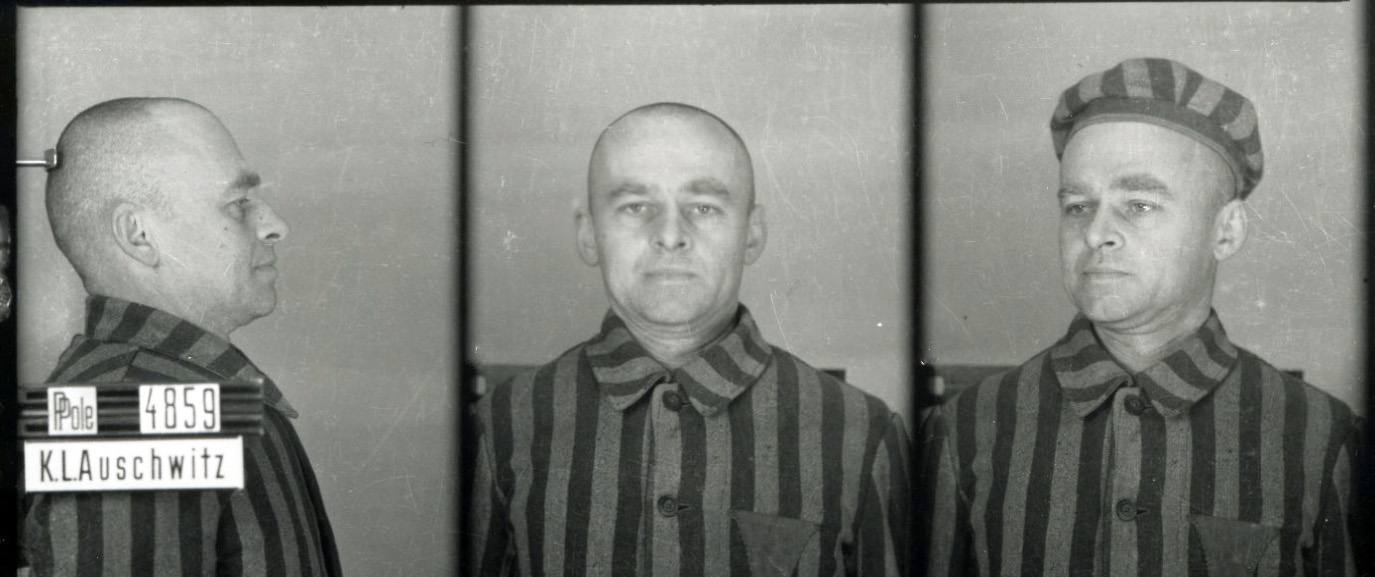
Witold Pilecki trong vỏ bọc tù nhân ở trại Auschwitz vào năm 1940. Ông giữ số tù nhân 4859.

Sau nhiều lần tham gia vào các nhóm lao động khổ sai như nô lệ và vượt qua căn bệnh viêm phổi ở trại Auschwitz, Pilecki đã tổ chức một Liên minh Tổ chức Quân sự ngầm (viết tắt là ZOW) tại đây. Nhiệm vụ của nhóm là nâng cao tinh thần cho các tù nhân, cung cấp tin tức từ bên ngoài trại, phân phát thực phẩm và quần áo bổ sung cho các thành viên, đồng thời thiết lập mạng lưới tình báo và huấn luyện các biệt đội để tiếp quản trại trong trường hợp có một cuộc tấn công cứu trợ từ bên ngoài. ZOW được tổ chức thành các phòng giam bí mật, mỗi phòng có năm thành viên. Theo thời gian, nhiều tổ chức ngầm nhỏ hơn tại Auschwitz cuối cùng đã hợp nhất với ZOW. :117 – 126

#### Cuộc nổi dậy ở thủ đô
Khi Cuộc nổi dậy tại Warsaw nổ ra vào ngày 1 tháng 8 năm 1944, Pilecki tình nguyện phục vụ cho Đại đội Warszawianka, thuộc Tiểu đoàn Chrobry II của Kedyw. Ban đầu, ông tham gia với tư cách một sĩ quan bình thường ở trung tâm thành phố phía bắc chứ không tiết lộ cấp bậc của mình với cấp trên. Sau khi nhiều binh sĩ bị giết trong những ngày đầu của cuộc nổi dậy, Pilecki mới tiết lộ danh tính thật của mình và được giữ vị trí chỉ huy Đại đội "Warszawianka" số 1, tổ chức chiến đấu tại quận Śródmieście (trung tâm thành phố) của Warsaw. Sau khi cuộc nổi dậy bị đàn áp vào ngày 2 tháng 10, ông bị quân Đức bắt làm tù binh. Ông sau đó bị đưa đến Oflag VII-A, một trại tù nhân chiến tranh nằm ở phía bắc Murnau, Bavaria dành cho các sĩ quan Ba Lan. Ông ở bị bắt giam ở đây cho đến khi được giải phóng cùng các tù nhân khác vào ngày 29 tháng 4 năm 1945. :213

### Sau chiến tranh

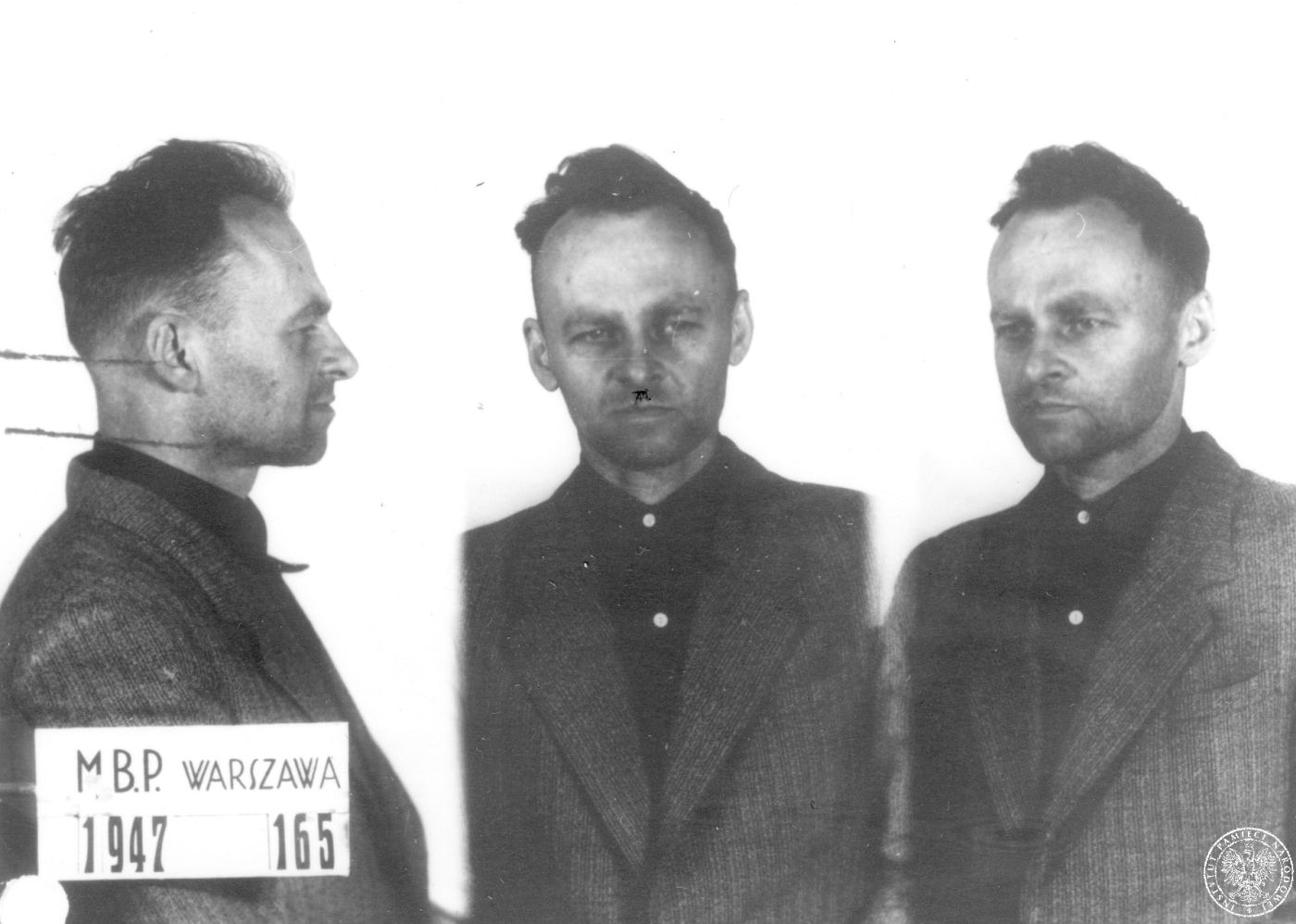
Pilecki tại Nhà tù Mokotów, Warsaw, 1947

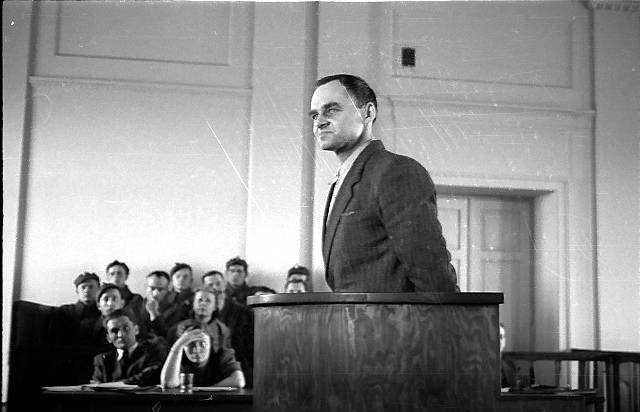
Pilecki tại tòa, năm 1948

Vào tháng 7 năm 1945 Pilecki gia nhập bộ phận tình báo quân sự của Quân đoàn II Ba Lan dưới quyền của Trung tướng Władysław Anders tại Ancona, Ý. Vào tháng 10 năm 1945, mối quan hệ giữa chính phủ lưu vong và chế độ Boleslaw Bierut được Liên Xô hậu thuẫn trở nên xấu đi. Lúc này, Pilecki được Anders và giám đốc tình báo của ông, Trung tá Stanisław Kijak, ra lệnh trở về Ba Lan để thực hiện nhiệm vụ báo cáo về lực lượng quân đội trong nước và tình hình chính trị tại đây dưới sự chiếm đóng của Liên Xô. Đến tháng 12 năm 1945, ông đến Warsaw và bắt đầu tổ chức mạng lưới thu thập thông tin tình báo. Khi tổ chức NIE đã bị giải tán, Pilecki đã tuyển dụng các thành viên cũ của ZOW và TAP và tiếp tục gửi thông tin cho chính phủ lưu vong.
Để duy trì vỏ bọc của mình, Pilecki sống dưới nhiều tên giả khác nhau và thường xuyên thay đổi công việc. Ông đã từng giả làm nhân viên bán đồ trang sức, thợ sơn nhãn chai và người quản lý ban đêm của một nhà kho xây dựng. Tuy nhiên, vào tháng 7 năm 1946, ông được thông báo rằng danh tính của ông đã bị Bộ Công an phát hiện ra. Anders ra lệnh cho anh ta rời khỏi Ba Lan, nhưng Pilecki từ chối. Đầu năm 1947, cấp trên của ông đã bãi bỏ lệnh này.
Bị chính quyền cộng sản bắt vào ngày 8 tháng 5 năm 1947, Pilecki bị tra tấn, nhưng để bảo vệ các đặc vụ khác, ông không tiết lộ bất kỳ thông tin nhạy cảm nào. Vụ án của ông được giám sát bởi Đại tá Roman Romkowski. Một phiên dàn dựng, do Trung tá Jan Hryckowian chủ trì, đã diễn ra vào ngày 3 tháng 3 năm 1948. Pilecki bị buộc tội vượt biên trái phép, sử dụng tài liệu giả mạo, trốn nghĩa vụ quân đội, mang vũ khí bất hợp pháp, gián điệp cho Anders, gián điệp cho "chủ nghĩa đế quốc nước ngoài" (chính phủ lưu vong) và lên kế hoạch ám sát một số quan chức của Bộ Công an Ba Lan. Pilecki phủ nhận các cáo buộc ám sát cũng như hoạt động gián điệp, mặc dù vậy ông thừa nhận đã chuyển thông tin cho Quân đoàn II, nơi ông coi mình là một sĩ quan và do đó tuyên bố rằng ông không vi phạm bất kỳ luật nào. Ông đã nhận tội với những cáo buộc khác. Ông bị kết án tử hình vào ngày 15 tháng 5 cùng với ba đồng đội của mình. Những lời cầu xin ân xá cho ông của một số người sống sót ở trại Auschwitz đã bị chính quyền, trong đó có Thủ tướng Ba Lan Józef Cyrankiewicz, cũng là một người sống sót sau trại Auschwitz, phớt lờ. Cyrankiewicz khi làm chứng tại phiên tòa thậm chí còn viết rằng Pilecki phải bị đối xử khắc nghiệt như một "kẻ thù của nhà nước". Sau đó, vào ngày 25 tháng 5 năm 1948, Pilecki bị Piotr Śmietański xử tử bằng một phát súng vào phía sau đầu tại Nhà tù Mokotów ở Warsaw. :188, 244 :249Một số đồng sự của Pilecki cũng bị bắt và bị xét xử cùng thời gian, với ít nhất ba người bị hành quyết, một số người khác nhận án tử hình đã được chuyển thành án tù. :161–165 Nơi chôn cất của Pilecki chưa bao giờ được tìm thấy, mặc dù người ta cho rằng nó nằm trong Nghĩa trang Powązki của Warsaw.

## Di sản

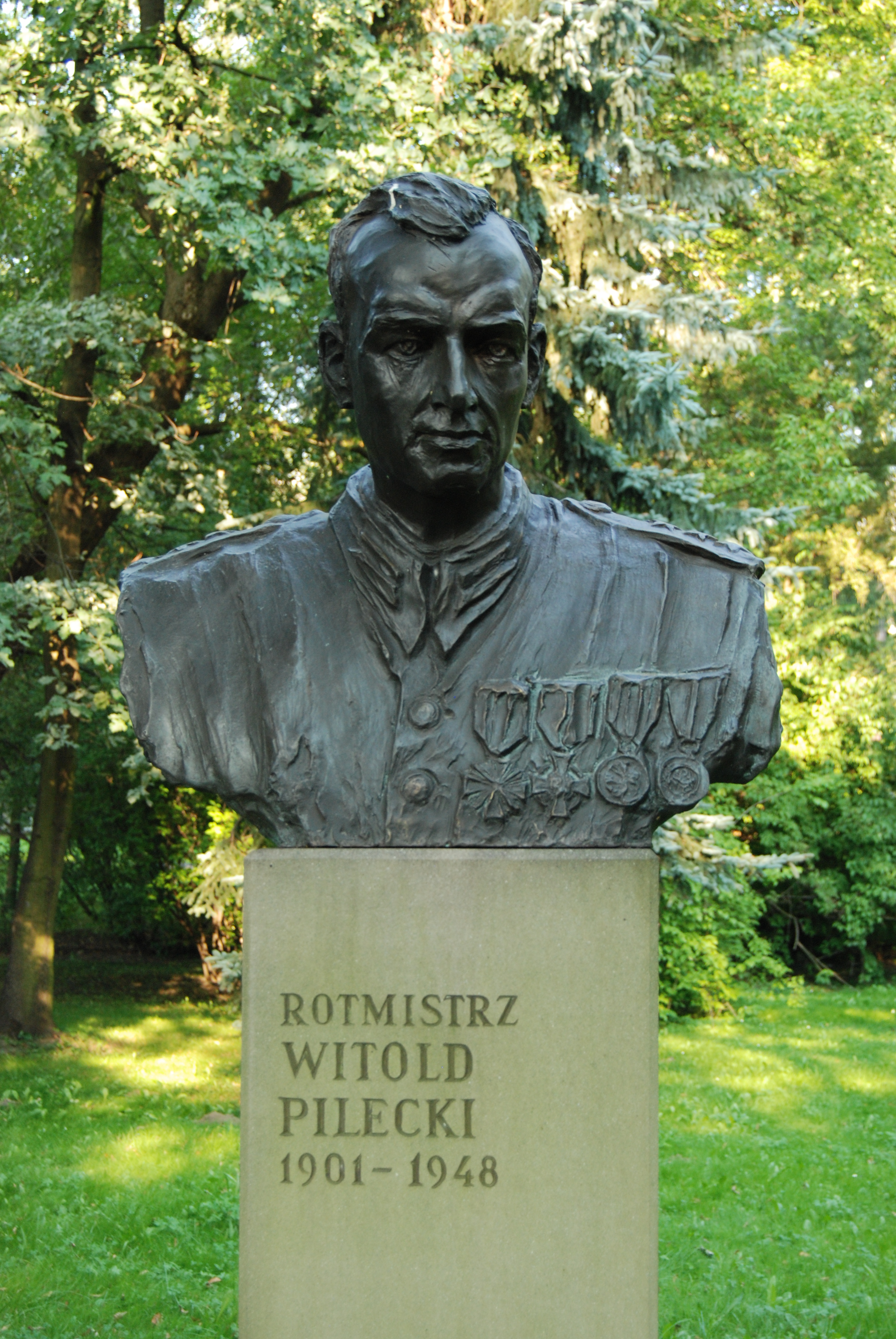
Đài tưởng niệm Pilecki ở Kraków

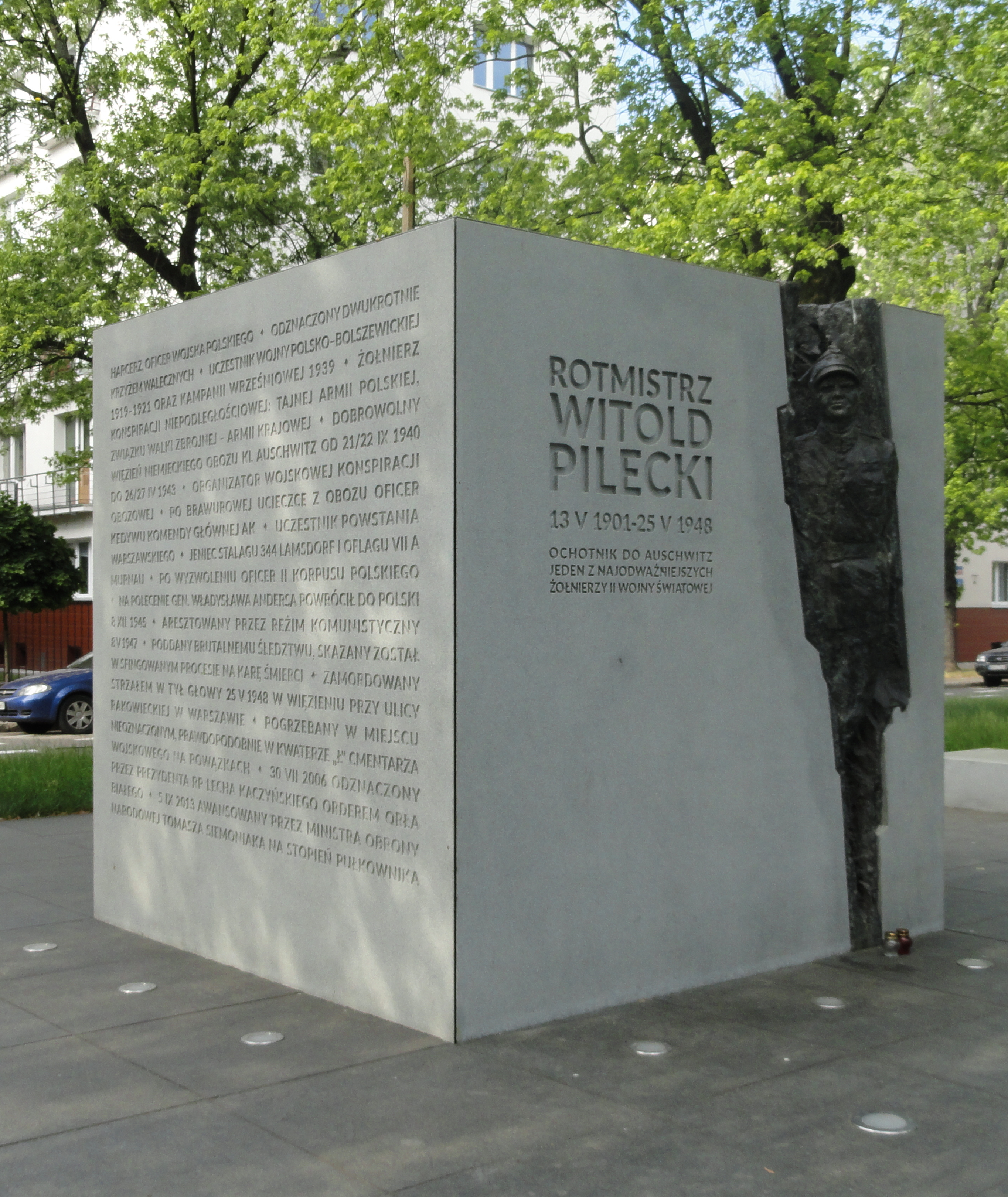
Đài tưởng niệm Witold Pilecki ở Warsaw

Cuộc đời của Pilecki đã được khắc họa trong một số cuốn sách chuyên khảo. Tác phẩm đầu tiên bằng tiếng Anh viết về ông là Fighting Auschwitz: The Resistance Movement in the Concentration Camp (Fighting Auschwitz: Phong trào kháng chiến trong trại tập trung) (1975) của Józef Garliński, tiếp theo là Six Faces of Courage (Sáu Khuôn mặt Can trường) (1978) của MRD Foot. Tác phẩm đầu tiên bằng tiếng Ba Lan viết về ông là Rotmistrz Pilecki (1995) của Wiesław Jan Wysocki, sau đó là Ochotnik do Auschwitz. Witold Pilecki 1901–1948 (2000) của Adam Cyra. Năm 2010, nhà sử học người Ý Marco Patricelli đã viết một cuốn sách về Witold Pilecki có tựa đề Il volontario (2010), tác phẩm đã nhận được Giải thưởng Lịch sử Acqui vào năm đó. Năm 2012, cuốn nhật ký về khoảng thời gian ở trại Auschwitz của Pilecki đã được Garliński dịch sang tiếng Anh và xuất bản với tựa đề The Auschwitz Volunteer: Beyond Bravery (Tình nguyện viên Auschwitz: Vượt lên trên lòng dũng cảm). Giáo sĩ trưởng của Ba Lan, Michael Schudrich, đã có lời tựa trong bản dịch tiếng Anh năm 2012 của bản báo cáo của Pilecki rằng: "Khi Chúa tạo ra con người, Chúa đã nghĩ rằng tất cả chúng ta phải giống như Chỉ huy Witold Pilecki, phước lành cho những ký ức về ông." :xv – xviiNhà sử học Norman Davies đã viết trong phần mở đầu cũng của bản dịch này: "Nếu có một anh hùng Đồng minh xứng đáng được ghi nhớ và tôn vinh, ít ai có thể xứng đáng được như ông ấy." :xi – xiiiGần đây hơn, Pilecki là nhân vật chủ đề trong cuốn sách năm 2018 của Adam J. Koch, A Captain's Portrait: Witold Pilecki - Martyr for Truth (Chân dung Người Chỉ huy: Witold Pilecki - Hy sinh vì sự thật) và cuốn sách năm 2019 của Jack Fairweather, The Volunteer: The True Story of the Resistance Hero Who Infiltrated Auschwitz (Người tình nguyện: Câu chuyện có thật về Người anh hùng kháng chiến đã xâm nhập vào Auschwitz), đây cũng là cuốn sách đã giành chiến thắng tại Giải thưởng Sách Costa.
Từ những năm 1990, sau sự sụp đổ của chủ nghĩa cộng sản ở Ba Lan và câu chuyện của Pilecki được biết đến rộng rãi hơn, ông đã trở thành chủ đề của nhiều bài diễn thuyết phổ biến. Nhiều tổ chức, đài tưởng niệm và đường phố ở Ba Lan đã được đặt theo tên của ông. Năm 1995, ông được trao tặng Huân chương Polonia Restituta. Đến năm 2006, nhà nước trao tặng ông huân chương cao nhất của Ba Lan, Huân chương Đại bàng trắng. Ngày 6 tháng 9 năm 2013, Bộ trưởng Bộ Quốc phòng tuyên bố thăng quân hàm Đại tá cho ông. Năm 2012, Nghĩa trang Powązki đã được khai quật trong một nỗ lực nhằm tìm kiếm hài cốt của ông nhưng không thành công.
Năm 2016, Bảo tàng Ngôi nhà Gia đình Pilecki (Dom Rodziny Pileckich) được thành lập tại Ostrów Mazowiecka. Nó mở cửa chính thức vào năm 2019, và triển lãm thường trực dành cho công chúng được tổ chức từ tháng 11 năm 2022. Năm 2017 chứng kiến sự thành lập của Viện Pilecki, một tổ chức của chính phủ Ba Lan nhằm tưởng nhớ những người đã giúp đỡ các nạn nhân của tội ác chiến tranh, tội ác chống lại hòa bình và nhân loại ở Ba Lan trong những năm 1917–1990.
Bộ phim năm 2006 Śmierć rotmistrza Pileckiego ("Cái chết của Đại úy kỵ binh Pilecki"), do Ryszard Bugajski đạo diễn, đã khắc họa hình ảnh Pilecki có đạo đức vẹn toàn khi phải đối mặt với những lời buộc tội vô căn cứ. Cấu trúc bộ phim gợi cho khán giả nhớ đến cuộc tử đạo của một vị thánh, nhưng thay vì niềm tin vào Chúa, ông có niềm tin vào Đất nước.
Một bộ phim năm 2015 có tựa đề Pilecki của Marcin Kwaśny cũng mang tới hình ảnh Pilecki như một vị thánh của phong trào độc lập. Sự thần thánh hóa này có được bằng cách kể lại các sự kiện lịch sử đã được xác minh, cùng với nhiều phân cảnh cảnh được kịch tính hóa. Bộ phim đã khắc họa câu chuyện Pilecki thực hiện những hành động khó tin và đồng thời vẫn luôn giữ niềm tin với đất nước của mình, ngay cả khi phải chịu những hình phạt tra tấn khủng khiếp.